# Mount Pleasant FA
Mount Pleasant Football Academy es un club de fútbol profesional de Jamaica con sede en la parroquia de Saint Ann. Actualmente milita en la Premier League de Jamaica.

## Historia
Fundada en 2016 por Peter Gould, Mount Pleasant FA, anteriormente conocida como “Stush in the Bush”, está ubicada en las colinas de St Ann, a menos de cinco minutos de la carretera principal de Runaway Bay, y ha devuelto el entusiasmo por el fútbol a la parroquia. Por primera vez desde que el Benfica FC participó en la temporada 2010-11. El club obtuvo el ascenso por primera vez a la Premier League de Jamaica a través de los playoffs el 1 de julio de 2018, al terminar segundo en la tabla de cuatro equipos. El 11 de junio de 2023, el club ganó su primer título de liga de la historia, derrotando al Cavalier FC por 2-1 en Sabina Park.

## Plantilla 2023-24
Actualizado el 31 de marzo del 2024

## Entrenadores
| Entrenadores      | Período       |
| ----------------- | ------------- |
| Donovan Duckie    | 2018-2019     |
| Paul Davis        | 2019-2021     |
| Wally Downes      | 2021-2022     |
| Nicky Eaden       | 2022          |
| Theodore Whitmore | 2022-presente |

## Palmarés

### Torneos Nacionales
| Torneos nacionales              | Títulos | Subcampeonatos |
| ------------------------------- | ------- | -------------- |
| Premier League de Jamaica (1/0) | 2023-24 |                |